# Olympische Jugend-Sommerspiele 2014/Teilnehmer (Kenia)
| Gelbes Symbol für Goldmedaillen mit stilisierten Olympischen Ringen | Graues Symbol für Silbermedaillen mit stilisierten Olympischen Ringen | Braundes Symbol für Bronzemedaillen mit stilisierten Olympischen Ringen |
| ------------------------------------------------------------------- | --------------------------------------------------------------------- | ----------------------------------------------------------------------- |
| 2                                                                   | 2                                                                     | 1                                                                       |

Die Jugend-Olympiamannschaft aus Kenia für die II. Olympischen Jugend-Sommerspiele vom 16. bis 28. August 2014 in Nanjing (Volksrepublik China) bestand aus 24 Athleten.

## Athleten nach Sportarten

### Gewichtheben
Jungen
- Evans Murutu Sikoto
Klasse bis 69 kg: 12. Platz

### Leichtathletik
| Mädchen - Maureen Nyatichi Thomas 200 m: 4. Platz - Agnes Mulee Ngovi 800 m: AC - Winfred Mbithe 3000 m: Silber - Jackline Chepkoech 3000 m: 6. Platz - Rosefline Chepngetich 2000 m Hindernislauf: Gold | Jungen - AIan Mutuku 400 m: 4. Platz - Anthony Kiptoo 800 m: AC - Gilbert Kwemoi Soet 1500 m: Gold - Moses Koech 3000 m: Bronze - Geoffrey Kipngetich 400 m Hürden: 11. Platz - Amos Kirui 2000 m Hindernislauf: Silber |

### Rugby
Jungen
- 4. Platz
- Kader
Daniel Abuonji
Brian Nyangate Gisemba
Edgar Khafumi
Lamech Kimutai
Brian Mokua
John Okuogo Ochar
Alex Mahaga Olaba
Bill Omondi
Ian Onyango
Nelson Sangura
Paul Songoi
Keith Wasike